# Янктоны

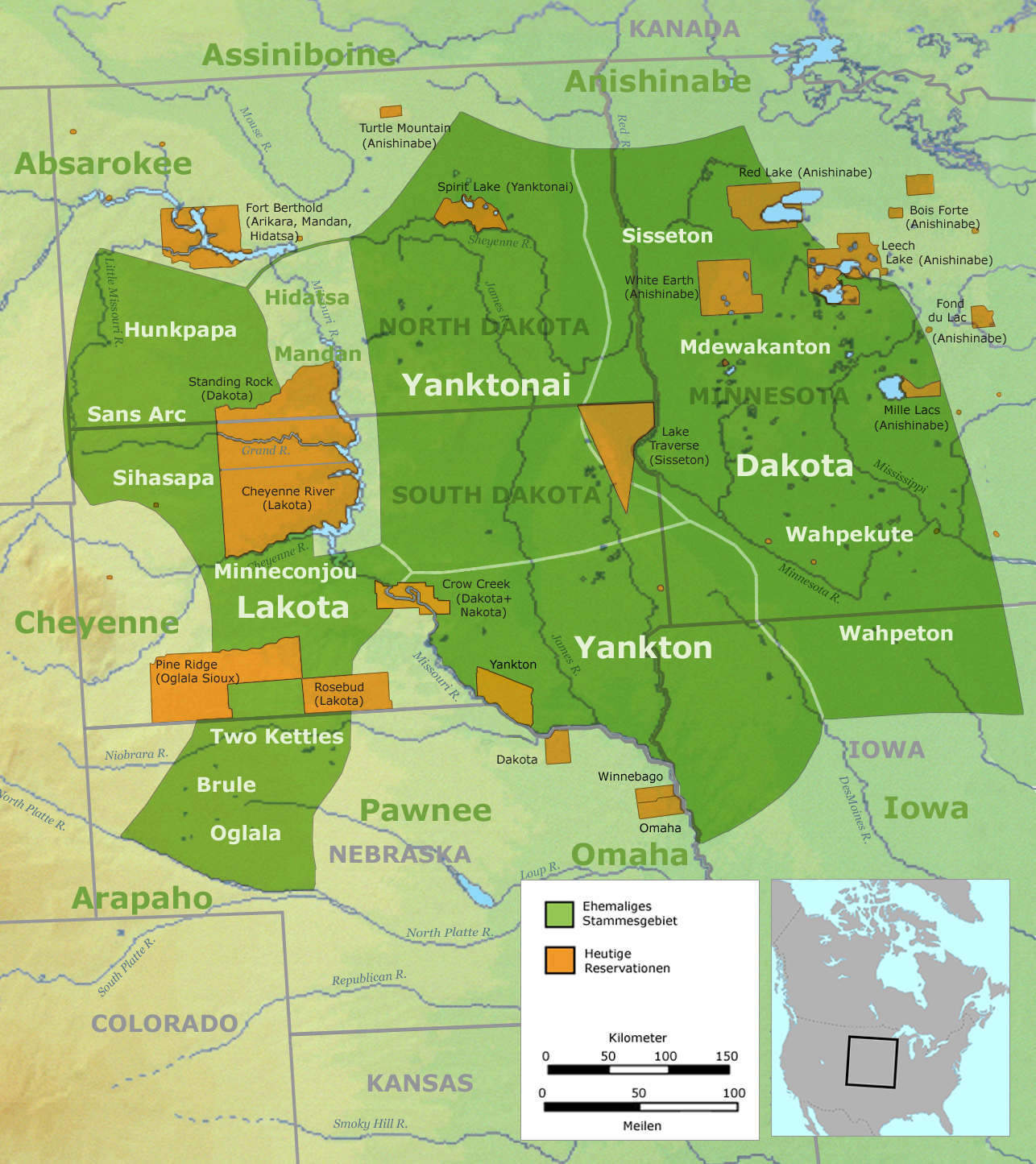
Историческая область расселения янктонов и соседних племён, также территория современной резервации янктонов.

Янктоны, янктон-сиу — индейское племя языковой семьи сиу. Вместе с янктонаями они относятся к центральной группе народов сиу.

## История
Племена сиу стали переселяться на Великие Равнины из района Великих озёр. В восточной части современных штатов Северная Дакота и Южная Дакота обосновались центральные сиу, или западные дакота — янктоны и янктонаи.
По данным экспедиции Льюиса и Кларка в 1804 году янктоны кочевали вдоль рек Джеймс, Биг-Сиу и Де-Мойн. Они часто посещали реку Миссури, чтобы поторговать с белыми людьми.
19 апреля 1858 года янктоны подписали договор с правительством США, по которому они уступали все свои земли, за исключением небольшой резервации на реке Миссури. С американцами янктоны поддерживали в основном мирные отношения. Они не поддержали восстание санти-сиу в Миннесоте в 1862 году, а в 1864 году часть янктонов участвовала в кампании против лакота, янктонаев и санти на стороне армии США.
Ныне большинство янктонов проживают в своей резервации, которая занимает территорию в 1772 км² и расположена на юге Южной Дакоты.

## Известные представители
- Зиткала-Ша — писательница и гражданская активистка.